# Lagoa Vermelha
Lagoa Vermelha – miasto w południowej Brazylii, w stanie Rio Grande do Sul. 
Założone 25 stycznia 1845 roku.

## Atrakcje turystyczne
- Igreja Matriz São Paulo Apostolo - kościół świętego Pawła apostoła
- Centro Cultural Lagoense
- Museu Garibaldino Laurenço de Lima
- Cascata do rio Inhandava-wodospad na rzece Inhandava
- Pesque e Pague
- Centro de Lazer do Assis